# 302
| [ Edytuj tabelę ] |                                          |
| Król Armenii      | - 287 Tiridates III 330                  |
| Cesarz Chin       | - 290 Jin Huidi 307                      |
| Władca Korei      | - 300 Mich’ŏn 331                        |
| Papież            | - 296 Marcelin 304                       |
| Król Persji       | - 293 Narses 302 - 302 Hormizdas II 309  |
| Cesarz Rzymu      | - 284 Dioklecjan 305 - 286 Maksymian 305 |

Rok 302 / CCCII
stulecia: III wiek ~
IV wiek ~
V wiek

lata: 292 «
297 «
298 «
299 «
300 «
301 «
302
» 303
» 304
» 305
» 306
» 307
» 312

## Wydarzenia
Cesarstwo Rzymskie
- Dioklecjan usunął chrześcijan z wojska i urzędów państwowych[1].

## Zmarli
- Antonina z Nicei, męczennica chrześcijańska.
- Antym z Nikomedii, biskup i męczennik (lub 303).